# Mistrovství světa v orientačním běhu 2022
38. Mistrovství světa v orientačním běhu, oficiálním názvem Nokian Tyres World Orienteering Championships 2022 in sprint orienteering, proběhlo ve dnech 26.–30. června 2022 v Dánsku ve městech Kolding, Fredericia a Vejle. Jedná se o první mistrovství světa v orientačním běhu, které mělo na pořadu pouze sprintové disciplíny -  sprint, knock-out sprint a sprintové smíšené štafety.
Dánští pořadatelé měli původně uspořádat tento šampionát již v roce 2020, ale z důvodu pandemie covidu-19 bylo MS přeloženo na rok 2022.

## Program závodů
| Den    | Závod             | Centrum závodu |
| ------ | ----------------- | -------------- |
| 26. 6. | sprintové štafety | Kolding        |
| 28. 6. | knock-out sprint  | Fredericia     |
| 30. 6. | sprint            | Vejle          |

## Medailové pořadí podle zemí
Pořadí zúčastněných zemí podle získaných medailí v jednotlivých závodech mistrovství (tzv. olympijské hodnocení).
| Medailové pořadí podle zemí | Medailové pořadí podle zemí | Medailové pořadí podle zemí | Medailové pořadí podle zemí | Medailové pořadí podle zemí | Medailové pořadí podle zemí |
| Pořadí                      | Stát                        | Zlatá medaile               | Stříbrná medaile            | Bronzová medaile            | Celkem                      |
| --------------------------- | --------------------------- | --------------------------- | --------------------------- | --------------------------- | --------------------------- |
| 1                           | Švédsko                     | 2                           | 2                           | 1                           | 5                           |
| 2                           | Spojené království          | 1                           | 2                           | 1                           | 4                           |
| 3                           | Švýcarsko                   | 1                           | 1                           | 0                           | 2                           |
| 4                           | Norsko                      | 1                           | 0                           | 1                           | 2                           |
| 5                           | Belgie                      | 0                           | 0                           | 1                           | 1                           |
| 5                           | Nizozemsko                  | 0                           | 0                           | 1                           | 1                           |

## Závod sprintových štafet
| - Traťové parametry: 3,8 km (ženy) a 4,3 km (muži) - Mapa: Kolding, 1: 4 000, E = 2 m - 33 štafet, z toho 26 dokončilo |                                                                                   |         |        |
| Umístění | Jména                                                                             | Čas     | Ztráta |
| Zlatá medaile | Švédsko Lina Strand Max Peter Bejmer Gustav Bergman Tove Alexandersson            | 58:39   |        |
| Stříbrná medaile | Spojené království Charlotte Ward Ralph Street Kristian Jones Megan Carter Davies | 59:41   | +1:02  |
| Bronzová medaile | Norsko Ane Dyrkorn Lukas Liland Kasper Harlem Fosser Andrine Benjaminsen          | 1:00:20 | +1:41  |
| 4 | Švýcarsko Simona Aebersold Joey Hadorn Matthias Kyburz Elena Roos                 | 1:00:26 | +1:47  |
| 5 | Dánsko Nicoline Friberg Klysner Soren Thrane Odum Jakob Edsen Miri Thrane Oedum   | 1:00:28 | +1:49  |
| 6 | Francie Isia Basset Adrien Delenne Lucas Basset Cecile Calandry                   | 1:00:31 | +1:52  |
| Kompletní výsledky na IOF Eventor                                                                                      |                                                                                   |         |        |

## Závod v knock-out sprintu
| Výsledky finále                                                                               | Výsledky finále                                                                               | Výsledky finále                                                                               | Výsledky finále                                                                               | Výsledky finále                                                                               | Výsledky finále                                                                               | Výsledky finále                                                                               | Výsledky finále                                                                               |
| Muži                                                                                          | Muži                                                                                          | Muži                                                                                          | Muži                                                                                          | Ženy                                                                                          | Ženy                                                                                          | Ženy                                                                                          | Ženy                                                                                          |
| --------------------------------------------------------------------------------------------- | --------------------------------------------------------------------------------------------- | --------------------------------------------------------------------------------------------- | --------------------------------------------------------------------------------------------- | --------------------------------------------------------------------------------------------- | --------------------------------------------------------------------------------------------- | --------------------------------------------------------------------------------------------- | --------------------------------------------------------------------------------------------- |
| - Traťové parametry: 2,4 km, 15 m převýšení, 11 kontrol - Mapa: Fredericia, 1: 4 000, E = 2 m | - Traťové parametry: 2,4 km, 15 m převýšení, 11 kontrol - Mapa: Fredericia, 1: 4 000, E = 2 m | - Traťové parametry: 2,4 km, 15 m převýšení, 11 kontrol - Mapa: Fredericia, 1: 4 000, E = 2 m | - Traťové parametry: 2,4 km, 15 m převýšení, 11 kontrol - Mapa: Fredericia, 1: 4 000, E = 2 m | - Traťové parametry: 2,4 km, 15 m převýšení, 11 kontrol - Mapa: Fredericia, 1: 4 000, E = 2 m | - Traťové parametry: 2,4 km, 15 m převýšení, 11 kontrol - Mapa: Fredericia, 1: 4 000, E = 2 m | - Traťové parametry: 2,4 km, 15 m převýšení, 11 kontrol - Mapa: Fredericia, 1: 4 000, E = 2 m | - Traťové parametry: 2,4 km, 15 m převýšení, 11 kontrol - Mapa: Fredericia, 1: 4 000, E = 2 m |
| Umístění                                                                                      | Jméno                                                                                         | Čas                                                                                           | Ztráta                                                                                        | Umístění                                                                                      | Jméno                                                                                         | Čas                                                                                           | Ztráta                                                                                        |
| Zlatá medaile                                                                                 | Matthias Kyburz                                                                               | 7:19                                                                                          |                                                                                               | Zlatá medaile                                                                                 | Tove Alexandersson                                                                            | 8:09                                                                                          |                                                                                               |
| Stříbrná medaile                                                                              | August Mollen                                                                                 | 7:20                                                                                          | +0:01                                                                                         | Stříbrná medaile                                                                              | Megan Carter Davies                                                                           | 8:24                                                                                          | +0:15                                                                                         |
| Bronzová medaile                                                                              | Jonatan Gustafsson                                                                            | 7:24                                                                                          | +0:05                                                                                         | Bronzová medaile                                                                              | Eef van Dongen                                                                                | 8:25                                                                                          | +0:16                                                                                         |
| 4                                                                                             | Tim Robertson                                                                                 | 7:28                                                                                          | +0:09                                                                                         | 4                                                                                             | Sara Hagstrom                                                                                 | 8:29                                                                                          | +0:20                                                                                         |
| 5                                                                                             | Loic Capbern                                                                                  | 7:30                                                                                          | +0:11                                                                                         | 4                                                                                             | Simona Aebersold                                                                              | 8:30                                                                                          | +0:21                                                                                         |
| 6                                                                                             | Kristian Jones                                                                                | 7:31                                                                                          | +0:12                                                                                         | 6                                                                                             | Lina Strand                                                                                   | 8:44                                                                                          | +0:35                                                                                         |
| Kompletní výsledky na IOF Eventor                                                             |                                                                                               |                                                                                               |                                                                                               |                                                                                               |                                                                                               |                                                                                               |                                                                                               |

## Závod ve sprintu
| Zkrácené výsledky                                                                        | Zkrácené výsledky                                                                        | Zkrácené výsledky                                                                        | Zkrácené výsledky                                                                        | Zkrácené výsledky                                                                        | Zkrácené výsledky                                                                        | Zkrácené výsledky                                                                        | Zkrácené výsledky                                                                        |
| Muži                                                                                     | Muži                                                                                     | Muži                                                                                     | Muži                                                                                     | Ženy                                                                                     | Ženy                                                                                     | Ženy                                                                                     | Ženy                                                                                     |
| ---------------------------------------------------------------------------------------- | ---------------------------------------------------------------------------------------- | ---------------------------------------------------------------------------------------- | ---------------------------------------------------------------------------------------- | ---------------------------------------------------------------------------------------- | ---------------------------------------------------------------------------------------- | ---------------------------------------------------------------------------------------- | ---------------------------------------------------------------------------------------- |
| - Traťové parametry: 4,3 km, 20 m převýšení, 22 kontrol - Mapa: Vejle, 1: 4 000, E = 2 m | - Traťové parametry: 4,3 km, 20 m převýšení, 22 kontrol - Mapa: Vejle, 1: 4 000, E = 2 m | - Traťové parametry: 4,3 km, 20 m převýšení, 22 kontrol - Mapa: Vejle, 1: 4 000, E = 2 m | - Traťové parametry: 4,3 km, 20 m převýšení, 22 kontrol - Mapa: Vejle, 1: 4 000, E = 2 m | - Traťové parametry: 3,8 km, 20 m převýšení, 19 kontrol - Mapa: Vejle, 1: 4 000, E = 2 m | - Traťové parametry: 3,8 km, 20 m převýšení, 19 kontrol - Mapa: Vejle, 1: 4 000, E = 2 m | - Traťové parametry: 3,8 km, 20 m převýšení, 19 kontrol - Mapa: Vejle, 1: 4 000, E = 2 m | - Traťové parametry: 3,8 km, 20 m převýšení, 19 kontrol - Mapa: Vejle, 1: 4 000, E = 2 m |
| Umístění                                                                                 | Jméno                                                                                    | Čas                                                                                      | Ztráta                                                                                   | Umístění                                                                                 | Jméno                                                                                    | Čas                                                                                      | Ztráta                                                                                   |
| Zlatá medaile                                                                            | Kasper Harlem Fosser                                                                     | 13:56                                                                                    |                                                                                          | Zlatá medaile                                                                            | Megan Carter Davies                                                                      | 14:22                                                                                    |                                                                                          |
| Stříbrná medaile                                                                         | Gustav Bergman                                                                           | 14:12                                                                                    | +0:16                                                                                    | Stříbrná medaile                                                                         | Simona Aebersold                                                                         | 14:28                                                                                    | +0:06                                                                                    |
| Bronzová medaile                                                                         | Yannick Michiels                                                                         | 14:20                                                                                    | +0:24                                                                                    | Bronzová medaile                                                                         | Alice Leake                                                                              | 14:40                                                                                    | +0:18                                                                                    |
| 4                                                                                        | Havard Sandstad Eidsmo                                                                   | 14:25                                                                                    | +0:29                                                                                    | 4                                                                                        | Andrine Benjaminsen                                                                      | 14:41                                                                                    | +0:19                                                                                    |
| 5                                                                                        | Aston Key                                                                                | 14:34                                                                                    | +0:38                                                                                    | 5                                                                                        | Elena Roos                                                                               | 14:46                                                                                    | +0:24                                                                                    |
| 6                                                                                        | Ralph Street                                                                             | 14:36                                                                                    | +0:40                                                                                    | 6                                                                                        | Tove Alexandersson                                                                       | 14:51                                                                                    | +0:29                                                                                    |
| Kompletní výsledky na IOF Eventor                                                        |                                                                                          |                                                                                          |                                                                                          |                                                                                          |                                                                                          |                                                                                          |                                                                                          |

## Česká reprezentace na MS
Česko reprezentovali 3 muži a 4 ženy pod vedením šéftrenéra Jana Šedivého.
| Přehled umístění českých reprezentantů | Přehled umístění českých reprezentantů | Přehled umístění českých reprezentantů | Přehled umístění českých reprezentantů | Přehled umístění českých reprezentantů |
| Kategorie                              | Jméno                                  | Sprintové štafety                      | Knock-out sprint                       | Sprint                                 |
| -------------------------------------- | -------------------------------------- | -------------------------------------- | -------------------------------------- | -------------------------------------- |
| Ženy                                   | Tereza Janošíková                      | 10. místo                              | 10. místo                              | 7. místo                               |
| Ženy                                   | Jana Stehlíková                        | 10. místo                              | 25. místo                              | 34. místo                              |
| Ženy                                   | Adéla Finstrlová                       | X                                      | X                                      | 26. místo                              |
| Ženy                                   | Jana Peterová                          | X                                      | 31. místo                              | X                                      |
| Muži                                   | Tomáš Křivda                           | 10. místo                              | 13. místo                              | 12. místo                              |
| Muži                                   | Vojtěch Král                           | 10. místo                              | 13. místo                              | X                                      |
| Muži                                   | Jakub Glonek                           | X                                      | 25. místo                              | 31. místo                              |
| Muži                                   | Martin Roudný                          | X                                      | X                                      | 68. místo                              |